# Stanisław Hernisz

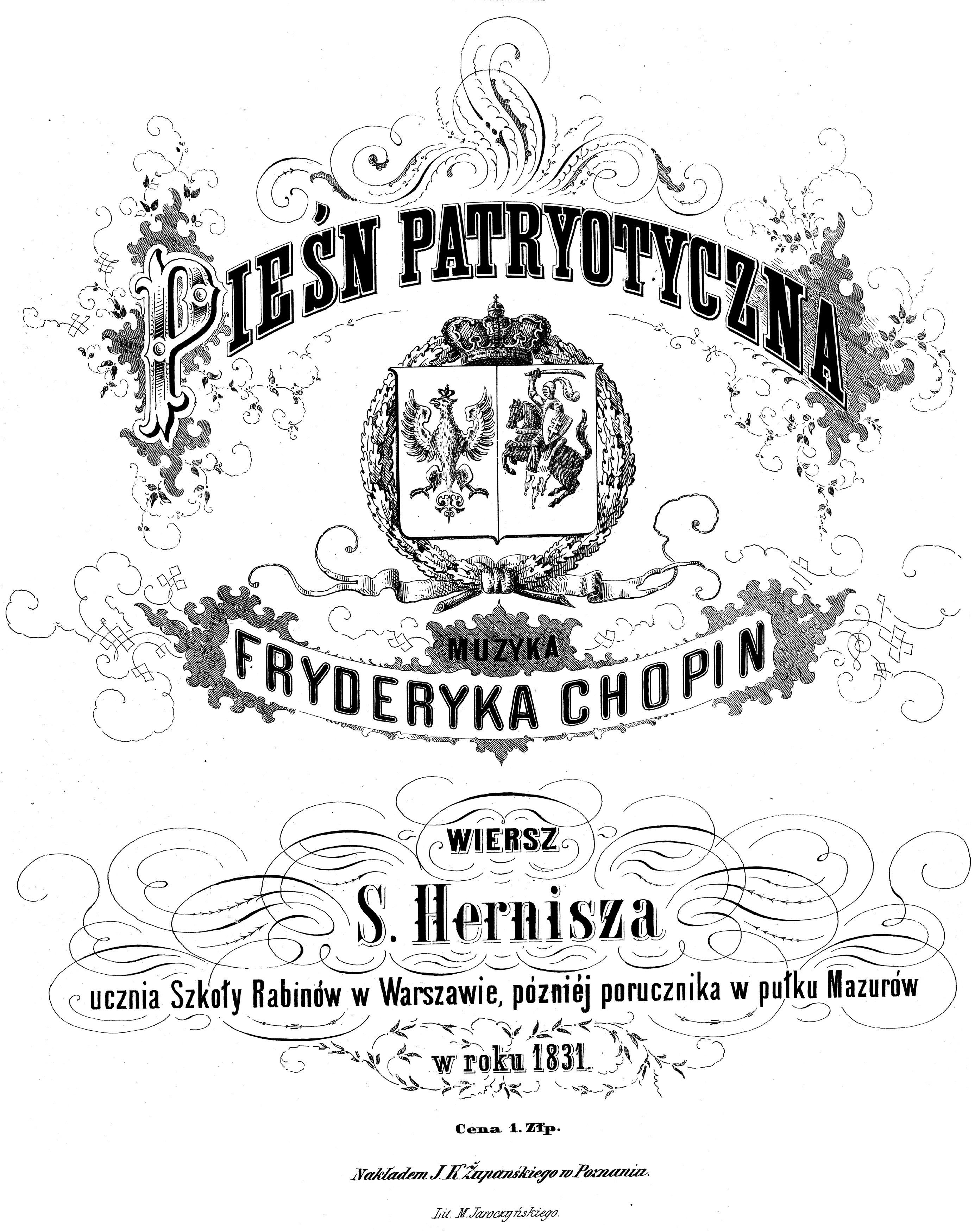
Vlastenecká píseň - Titulní stranka

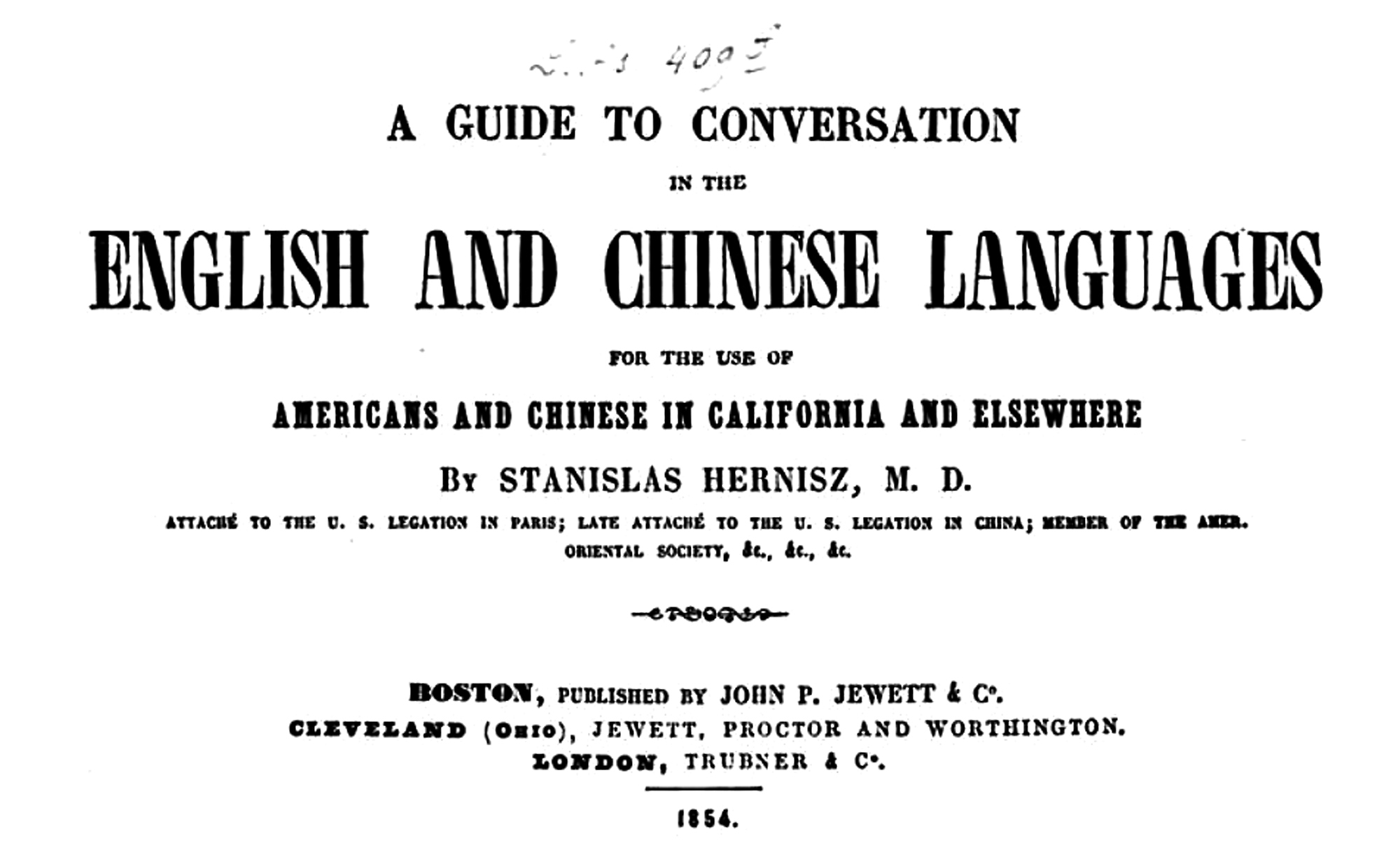
A guide to conversation 1854

Stanisław Hernisz (1805 Varšava – 20. dubna 1866 Londýn) byl polský bojovník za svobodu a spisovatel židovského původu, později aktivista v exilu ve Francii, lékař, diplomat ve službách Spojených států a sinolog.
Narodil se do rodiny bohatých židovských obchodníků, navštěvoval Varšavskou rabínskou školu. Po vypuknutí polského listopadového povstání 1831/1832 se spolu s Józefem Berkowiczem, synem židovského plukovníka Berka Joselewicze, snažil přes odpor konzervativních kruhů založit židovské oddělení dobrovolníků. Aby povzbudil mladé Židy k účasti na povstání, napsal „vlasteneckou píseň“, která byla zveřejněna v Żupańského vydavatelství v Poznani. Hudba písně byla převzata z Chopinovy písně "Hulanka" (Veselí, op. 74 č 4, 1830), ale byla převedena z C dur do Es dur.
| Hej Polaku, hej rodaku Pochwyć oręż w dłoń Słodkie blizny, dla Ojczyzny Za Moskalem goń! (šest slok) | Hej Poláku, hej krajane Vezmi zbraň v dlaň, Sladké jsou jizvy, trpěli za svou zemi Vyžeň Moskvany! (šest slok) |

Hernisz získal hodnost poručíka v části 1. pluku Masurú v listopadovém povstání. Byl oceněn zlatým křížem Řádu Virtuti Militari. Po neúspěchu povstání odešel do Francie, kde se živil žurnalistikou. V pařížském časopise "PÓŁNOC" Nr 9 ze dne 15. května 1835 publikoval známý článek Poláci mojžíšské víry.
Ve Francii též vstoupil do služeb amerického ministerstva zahraničí. Později emigroval do Spojených států a získal zde lékařské vzdělání. Stal se atašé na americkém velvyslanectví v Číně, přičemž sám poskytoval lékařskou péči pracovníkům velvyslanectví. Naučil se čínsky a stal se členem americké orientální společnosti. Roku 1845, po návratu z Číny, vydal pojednání o čínském jazyce. V roce 1854 v Bostonu vydal anglicko-čínskou konverzační příručku pro Američany a Číňany v Kalifornii a jinde. Kniha měla napomáhat porozumění s čínskými horníky, kteří přišli do Kalifornie během kalifornské zlaté horečky (1848-1854).
Po návratu do Kalifornie vedl lékařskou praxi v Bostonu. V tisku o sobě v té době uváděl: Doktor hovořící anglicky, francouzsky, španělsky, italsky a německy.
Zemřel v Londýně během oficiální cesty do Číny, kde měl převzít post na americkém velvyslanectví.